# Васалоппет

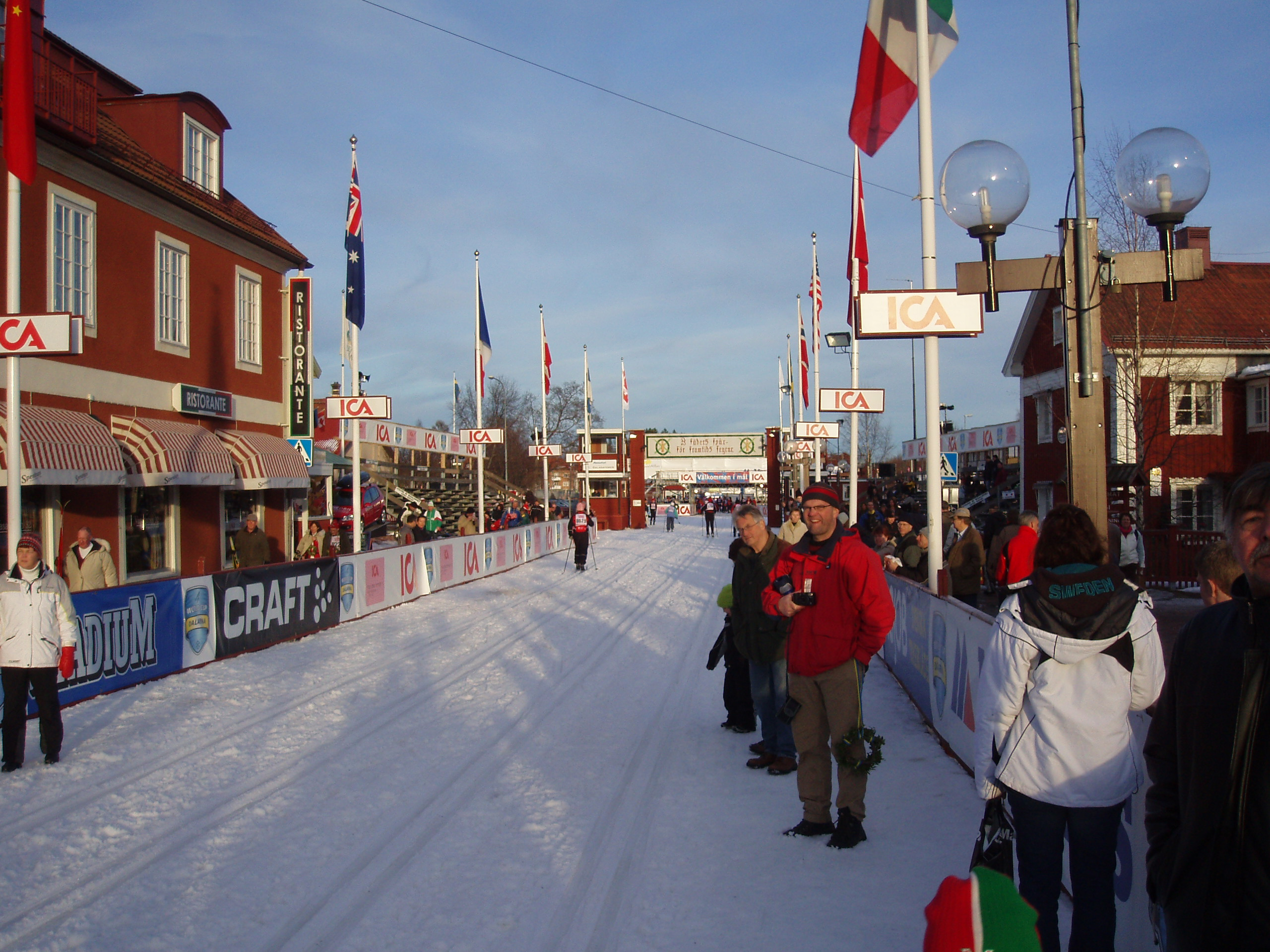
Фініш перегонів Васалоппет у Мурі.

Васалоппет (швед. Vasaloppet) — масові лижні марафонські перегони (90 км) поміж селищем Селен (Sälen) і містом Мура в лені Даларна (Швеція). 

## Легенда
Молодий шведський дворянин і майбутній король Густав Ерікссон Ваза (Васа), батька якого стратили під час  Стокгольмської кривавої лазні 1520 року, втік у провінцію Даларну. Там у місті Мура він хотів організувати місцевих мешканців на повстання проти короля Крістіана II і данського панування. Однак прихильників виявилося небагато і розчарований Густав попрямував у Норвегію, щоб не потрапити в руки данців, які переслідували його. Коли ж мешканці Мури отримали додаткові підтвердження про репресії з боку Крістіана II і вирішили підтримати повстання, то відправили за ним гінців на лижах, які наздогнали його в поселенні Селен. Густав Ваза повернувся до Мури, де очолив повстання, яке протягом 1521 року охопило весь край і зрештою призвело до звільнення Швеції від данського панування.  6 червня 1523 року Густав Ваза  був обраний королем Швеції.

## Історія
Вперше перегони проводили в 1922 році й вони отримали назву на честь шведського короля Густава Вази як «Біг Вази» (Vasaloppet). Вона стала традиційними щорічними спортивними змаганнями. З того часу її відміняли лише тричі (1932, 1934, 1990) через технічні причини. Перегони відбуваються в першу неділю березня. 
Васалоппет — одне з найпрестижніших змагань серед лижників. На 90 км перегони організатори виділяють лише 15800 номерів. переважно, всі ці номери викупляють задовго до змагань. Наприклад, на Васалоппет-2013 всі 15 тисяч номерів були заброньовані ще 15 березня 2012 року, всього за 11 днів продажу, майже за цілий рік до змагань.